# Mugil galapagensis
Mugil galapagensis és un peix teleosti de la família dels mugílids i de l'ordre dels perciformes que es troba a les costes de les illes Galápagos. Pot arribar als 40 cm de llargària total. Menja algues i detritus.